# Nice Simon
Nice Simon, née le 15 juillet 1978 à Limbé, est une femme politique, administratrice publique et actrice haïtienne. Elle a occupé le poste de maire de Tabarre de 2016 à 2024. Connue pour son engagement dans la lutte contre les violences conjugales, elle est une figure du développement municipal en Haïti,.

## Biographie

### Jeunesse et formation
Nice Simon est née le 15 juillet 1978 à Limbé, en Haïti, et grandit dans un environnement où l’éducation et la vie sociale occupent une place importante. Dès son plus jeune âge, elle s’intéresse aux questions liées au développement et aux dynamiques sociales, ce qui l’amène à entreprendre des études dans ces domaines.
En 1999, elle s’inscrit à l’Université Quisqueya pour suivre un cursus en génie civil. Parallèlement, elle intègre la Faculté d’Ethnologie de l’Université d’État d’Haïti pour y étudier la sociologie. Ces deux parcours restent inachevés.
Elle poursuit ensuite des études aux États-Unis, où elle obtient un Associate degree en justice pénale (2005-2009) et un Bachelor en administration des affaires (2009-2012) à Berkeley College, à New York. En 2007, elle suit une formation en arts dramatiques à la New York Film Academy, où elle obtient un certificat.
En complément de ces formations, elle suit en 1998 une spécialisation en billetterie et tourisme au Business Institute of the West Indies (BIWI) et, entre 2002 et 2003, un perfectionnement en expression orale avancée à l’Institut Français d’Haïti,.

## Carrière artistique
Nice Simon s’est fait connaître du grand public en 2003 grâce à son rôle dans le film haïtien I Love You Anne, où elle a incarné le personnage principal. Après une période d’absence, elle a fait son retour en 2013 dans la suite We Love You Anne, aux côtés d’acteurs tels que Tonton Bicha et Don Kato. Sa carrière cinématographique s’étend de 2002 à 2016, période durant laquelle elle a contribué à la scène culturelle haïtienne.
En reconnaissance de son apport à l’art dramatique, elle a reçu plusieurs distinctions entre 2004 et 2017 dans des villes telles que Boston, New York, la Floride, le Canada, la Californie et Haïti.

## Carrière dans l’administration publique
De juillet 2016 à décembre 2024, Nice Simon a exercé les fonctions de maire de la commune de Tabarre, en Haïti. Durant ses deux mandats, elle a su démontrer des compétences en négociation avec des institutions nationales et internationales, représentant sa commune lors de nombreuses rencontres où elle était souvent sollicitée pour s’exprimer au nom de ses collègues. Son leadership a permis d’établir des mécanismes de gouvernance , favorisant des collaborations avec des partenaires financiers tels que l’USAID, l’OIM, le PADF et la COOPI. Grâce à ces alliances stratégiques, plusieurs projets d’infrastructures, d’assainissement et de services publics ont été réalisés.

### Principales réalisations
- Infrastructures et voirie: Construction de routes dans plusieurs quartiers, notamment Tabarre 25, 36, 42, 48 et 52, ainsi que Clercine 8[11].
- Sécurité et administration publique: Mise en place d’un commissariat et de bureaux déconcentrés de l’État, incluant l’ONI, l’Ofatma, le Tribunal de première instance, l’Immigration, la Protection civile communale, le service des sapeurs-pompiers et la Croix-Rouge.
- Éducation et culture: Création d’une bibliothèque municipale et d’un centre polytechnique.
- Aménagement urbain: Rénovation du lycée Guy Malary, restructuration des marchés publics et développement d’espaces publics.
- Sport et jeunesse: Mise en place d’un parc sportif et facilitation du jumelage entre Tabarre et les villes de La Plata (Argentine) et Pointe-à-Pitre (Guadeloupe), permettant à des jeunes de bénéficier de séminaires sur la gestion des déchets, le secourisme et la prévention des catastrophes naturelles.
- Assainissement: Programme d’entretien constant, malgré les défis liés à la vulnérabilité géographique de Tabarre (manque d’infrastructures de drainage et accumulation d’alluvions transportées par les eaux courantes)[12].

### Engagement cinématographique
Nice Simon a également marqué le domaine du cinéma avec les films :
- 2003 : I love you Anne
- 2005 : La Victime
- 2005 : Profonds Regrets[13].

## Engagements associatifs et sociaux
Nice Simon s’est également impliquée dans plusieurs initiatives associatives et sociales: OICVC (Organisation interrégionale Contre les Violences Conjugales): Présidente de novembre 2023 à novembre 2024, elle a activement milité contre les violences domestiques. Mouvements religieux et jeunesse: Elle a participé au Mouvement Eucharistique des Jeunes (MEJ) et au Service Évangile Vie (S.E.V.), notamment à Saint-Louis de Gonzague Delmas.
Fondation Nice Simon (Limbé, Haïti): Fondatrice de cette organisation dédiée à l’amélioration de la qualité de vie des enfants en difficulté, en mettant l’accent sur leur santé physique et mentale. Scouts: Présidente du Groupe Scout CALEB à Tabarre, illustrant son engagement envers la jeunesse.OPS,OMS (Organisation Panaméricaine de la Santé , Organisation Mondiale de la Santé): Vice-présidente du mouvement des Municipalités Saines de la Région des Amériques d’octobre 2023 à décembre 2024, elle s’est consacrée à la promotion des villes et villages en santé.

## Vie personnelle
Nice Simon a connu une vie personnelle marquée par des défis, notamment en lien avec les violences conjugales,. En octobre 2018, elle a été victime d’une agression de la part de son compagnon, Yves Léonard,. L’incident, qui a suscité une vive émotion en Haïti, a conduit Nice Simon à porter plainte contre lui pour séquestration, voies de fait et tentative d’assassinat,. Cette affaire a mis en lumière les problèmes d’impunité et les violences faites aux femmes dans le pays,.
Malgré cette épreuve, Nice Simon a poursuivi son engagement social et politique, utilisant son expérience personnelle pour sensibiliser et lutter contre les violences domestiques. Son implication dans l’Organisation interrégionale Contre les Violences Conjugales (OICVC), dont elle a été présidente de novembre 2023 à novembre 2024, témoigne de sa détermination à accompagner les victimes et à promouvoir une société plus juste et sécurisée pour les femmes,. En parallèle, elle est également investie dans des actions en faveur de la jeunesse et du développement communautaire, notamment à travers la Fondation Nice Simon, qu'elle a créée pour améliorer la qualité de vie des enfants vulnérables en Haïti,,.